# Tenjin
Pour les articles homonymes, voir Tenjin (homonymie).
Tenjin (天神) est le dieu des lettres et des études dans le shintoïsme. Son nom signifie « dieu du ciel ». Son animal symbolique et messager est le bœuf.

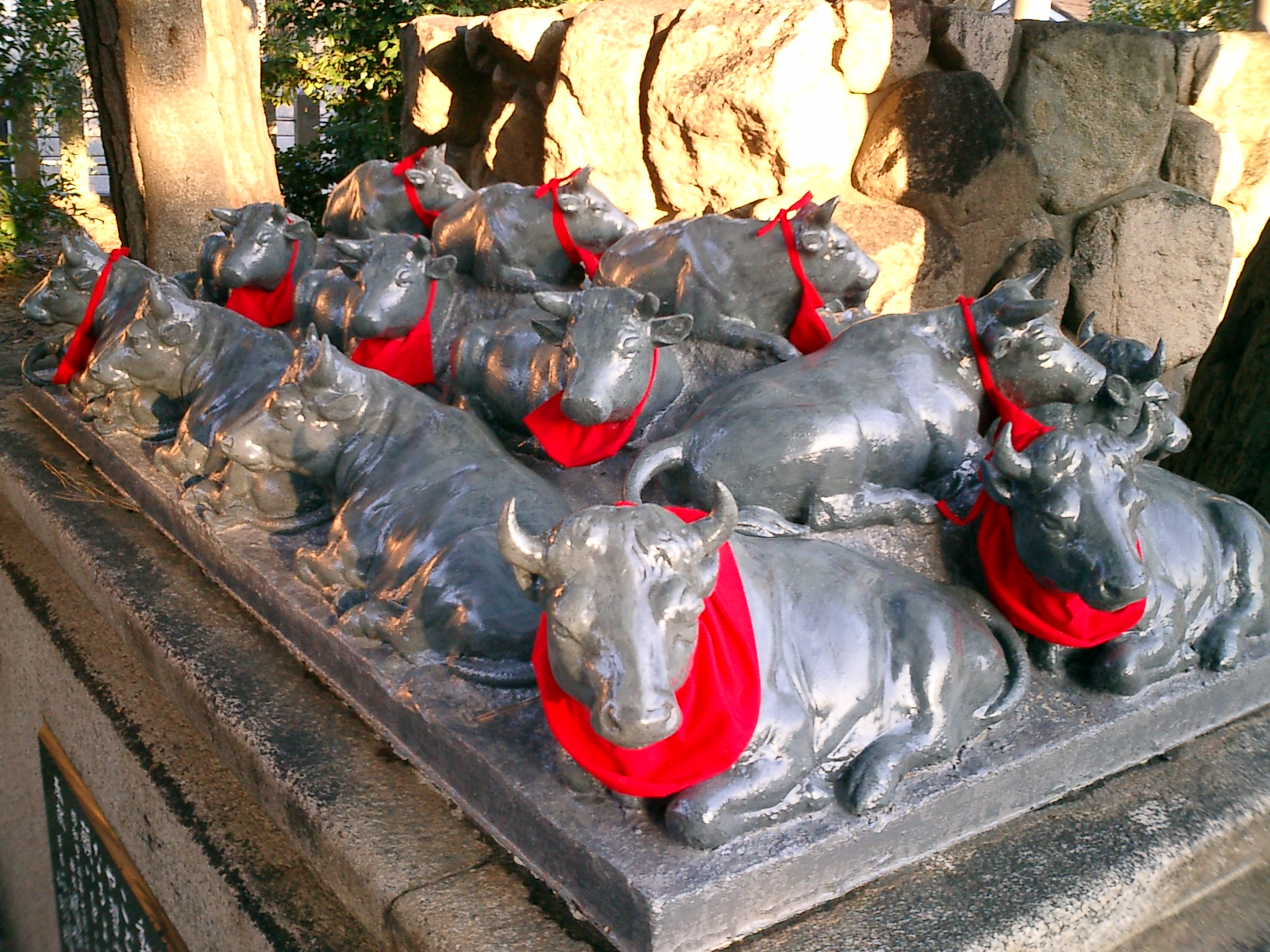

À l’origine, le culte rendu à Tenjin semble être lié aux croyances à des divinités célestes de la foudre ou du tonnerre.  Après le décès de Sugawara no Michizane (菅原道真), un érudit de l’ère Heian mort de désespoir après avoir été faussement accusé de complot contre l'empereur, une série de catastrophes, dont des orages importants, frappa la capitale. Or, selon une conception japonaise, une personne morte en ayant de la rancune devient un revenant onryō (怨霊). Sugawara no Michizane fut alors assimilé à Tenjin, divinité exprimant son ressentiment contre les vivants par la foudre, et vénéré notamment au sanctuaire de Kitano (北野天神神社, Kitano Tenjin-jinja) à Kyoto.
Cette image se modifia au fil du temps. La figure de Tenjin prit de plus en plus les formes d'une divinité des lettres et des études, domaines où excellait Sugawara no Michizane. C'est cette vision qui est la plus répandue aujourd'hui et qui explique son succès car les étudiants sont nombreux à venir le solliciter en période d'examens.
Avec 12.000 sanctuaires au Japon, le culte de Tenjin est le troisième culte shintō du pays en ordre d’importance.